# Hector Bayon
Mario Hector Bayon (Genova, 1885 – Roma, 6 giugno 1946) è stato un calciatore, dirigente sportivo, arbitro di calcio e ingegnere italiano.

## Biografia
Figlio di Eugenio, l'ingegnere cav. Mario Hector Bayon sin da giovane fu un appassionato di sport. Suo fratello fu Enrico, medico ed entomologo naturalizzato britannico. Nel 1902 partecipò a una gara podistica come socio del Genoa, risultandone anche nella rosa della sezione calcio nella stagione del 1902.
Trasferitosi a Napoli, fu tra i fondatori del Naples (di cui fu occasionalmente anche capitano) e della Rari Nantes Napoli, di cui nel 1912 ne fu anche giocatore della sua squadra di pallanuoto. Nella città campana costituì la sezione partenopea dei Ragazzi Esploratori Italiani (REI). Nella stagione calcistica 1910-1911 risulta essere presidente del comitato regionale campano della FIGC. Nel 1911 fu tra i fondatori dell'Internazionale Napoli.
Partecipò alla prima guerra mondiale come ufficiale del Genio e fu insignito di medaglia d'argento al valor militare.
Fondatore del Fascio di Aosta nel 1920, al comando dei legionari senesi partecipò alla Marcia su Roma il 28 ottobre 1922. In seguito l'ingegnere genovese si trasferì a Murlo per lavoro, per sovrintendere ai lavori della ferrovia Siena-Monte Antico prima e poi come dirigente della Società Anonima Miniere Lignitifere e Cementerie, per diventare anche segretario del Fascio locale e Podestà del centro. Nel 1933 si trasferisce ad Addis Abeba e fu nominato cavaliere dell'ordine dei Santi Maurizio e Lazzaro. Fu direttore dei lavori dell'ospedale italiano ad Addis Abeba.
Tornato in Italia entra nel consiglio di amministrazione della Puricelli strade e cave società che nel 1940 assumerà la denominazione di Italstrade.